# Cảnh sát biển Trung Quốc
Cảnh sát biển Trung Quốc (CCG; tiếng Trung: 中国人民武装警察部队海警总队), gọi tắt là Hải cảnh (海警), là một nhánh an ninh hàng hải, tìm kiếm cứu nạn và thực thi pháp luật của Lực lượng Cảnh sát Vũ trang Nhân dân Trung Quốc. Đây hiện là lực lượng cảnh sát biển lớn nhất thế giới.